# Парк Марії-Луїзи

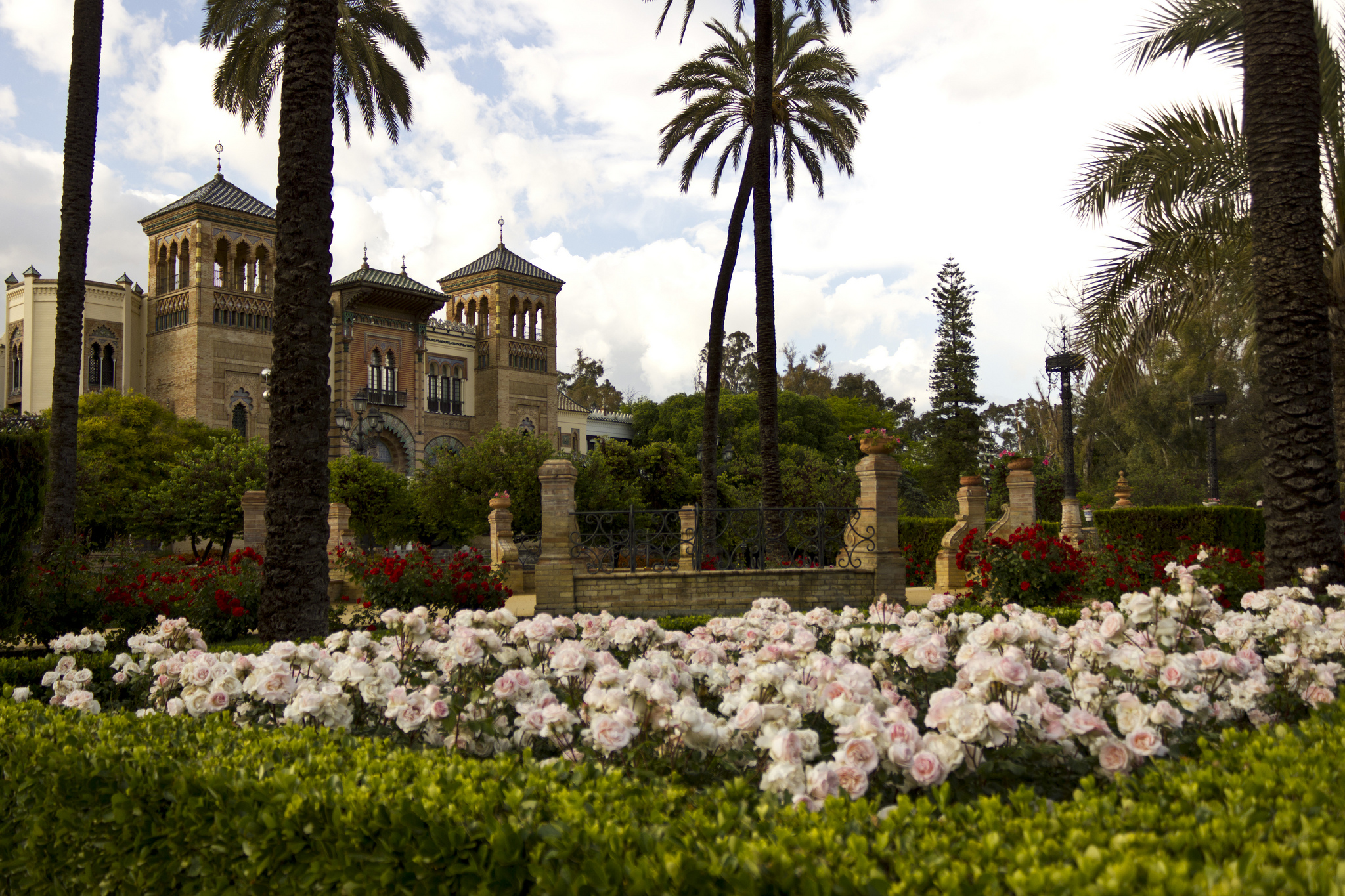
Павільйон в стилі мудехар, де останнім часом розміщується Музей народних мистецтв та ремесел

План парку

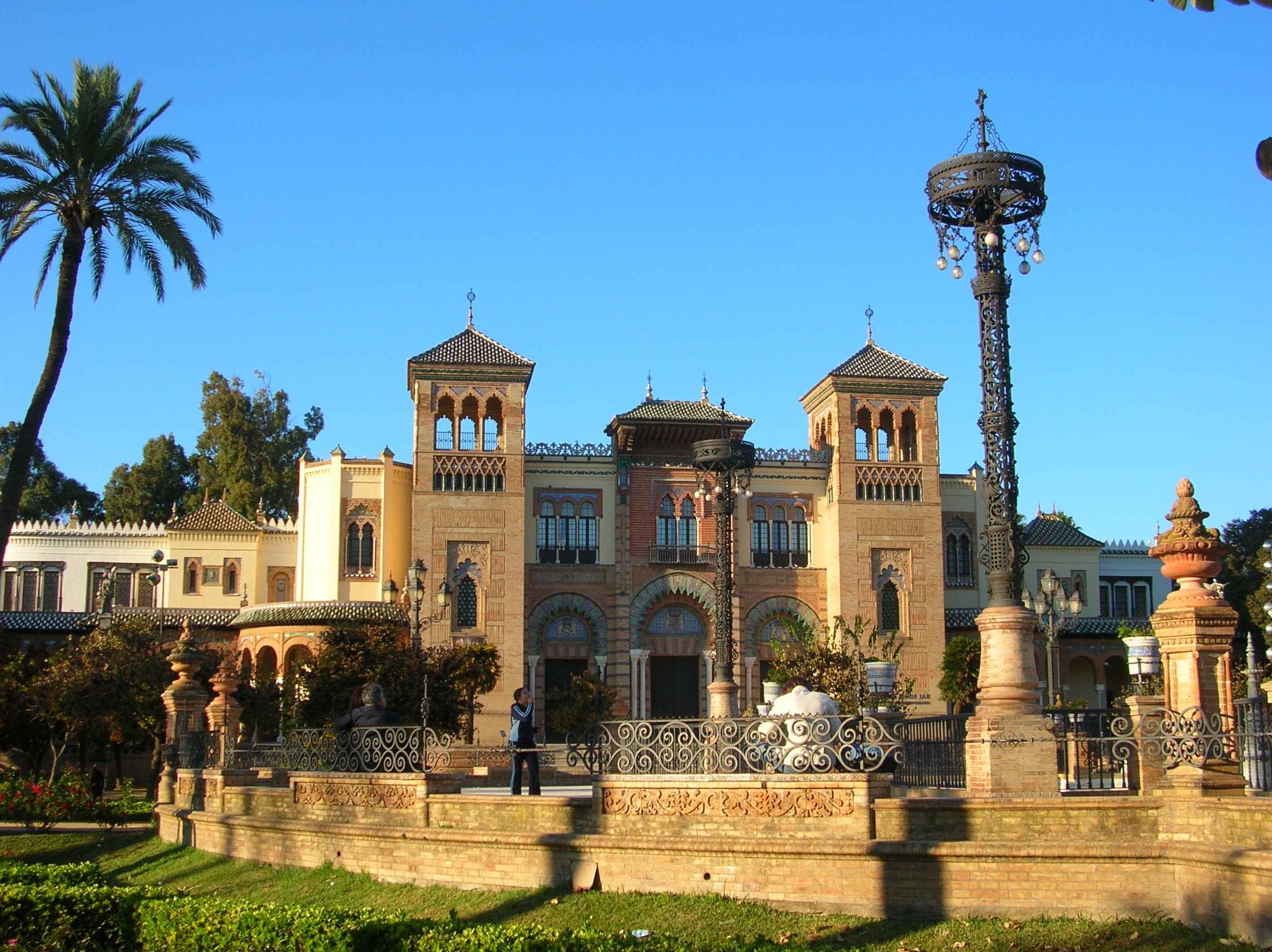
Павільйон в стилі мудехар, де останнім часом розміщується Музей народних мистецтв та ремесел

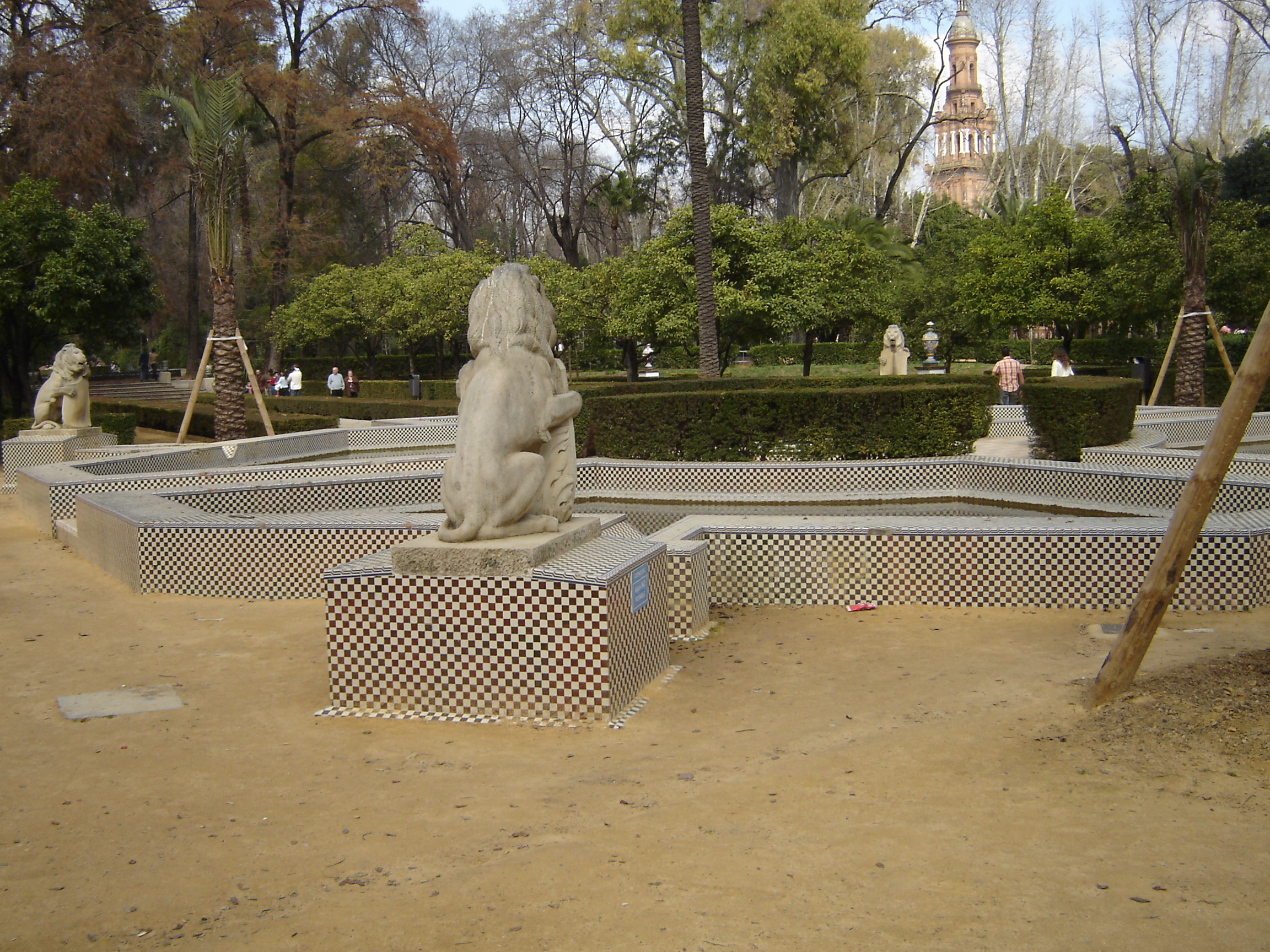
Fuente de los Leones — фонтан левів

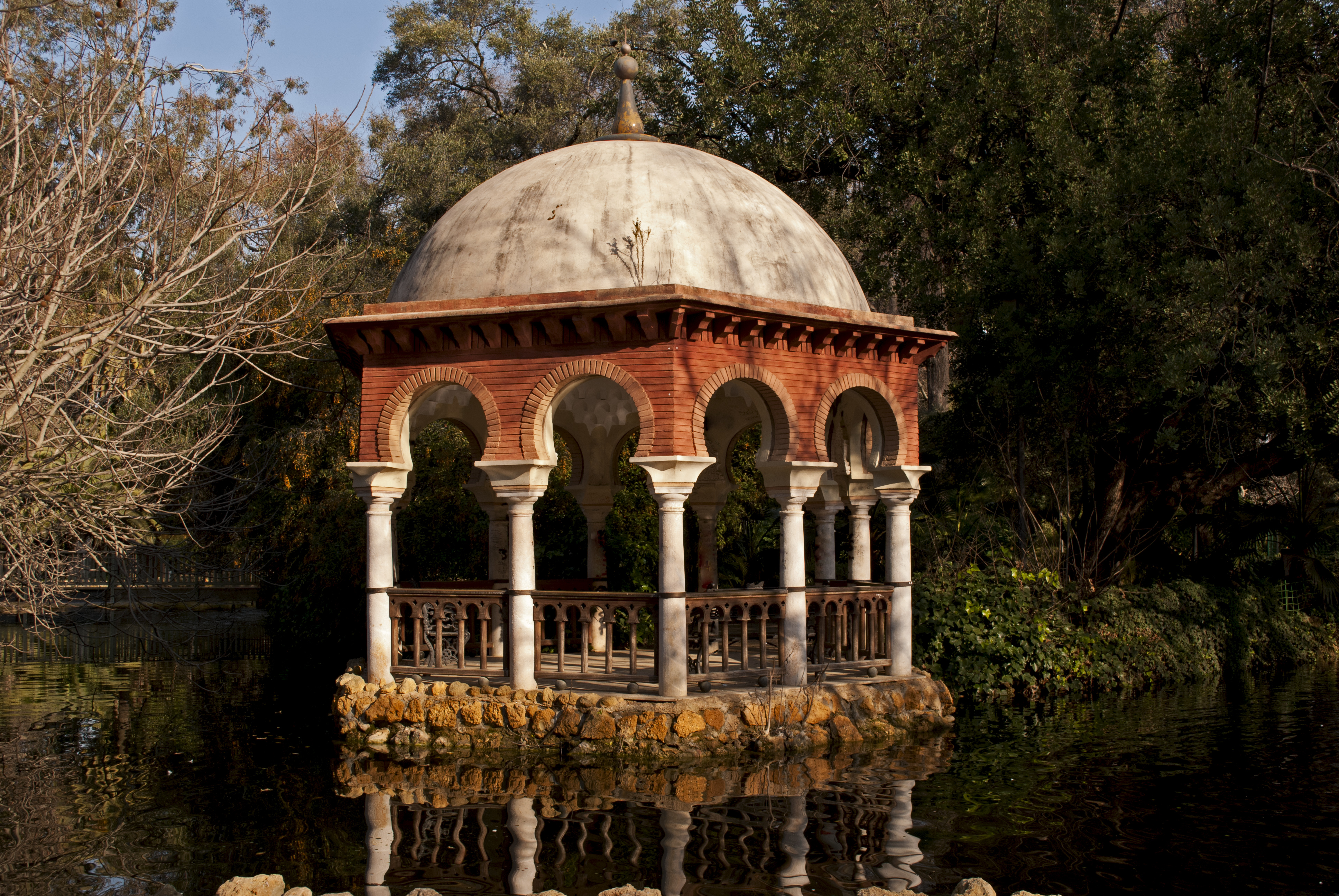
Павільйон короля Альфонсо XII — залишки садів палацу Сан Тельмо

Парк Марії-Луїзи (ісп. Parque de María Luisa) — головний міський парк Севільї. Розташовується уздовж набережної річки Гвадалквівір. З'явився разом з площею Іспанії під час підготовки міста до проведення Іберо-Американської виставки 1929.

## Історія
Земельну ділянку (раніше сади палацу Сан Тельмо), де був закладений парк, місту подарувала в 1893 Марія Луїза Фернанда Іспанська, і парк був названий її ім'ям.
Благоустрій міського парку почався в 1911 зусиллями французького ландшафтного архітектора Жана-Клода Ніколя Форестьє та архітектора Анібала Гонсалеса одночасно з площею Іспанії. Два побудованих у парку павільйони, що звільнилися після Іберо-Американської виставки, останнім часом займають Археологічний музей Севільї та Музей народних мистецтв та ремесел.
У парку росте безліч видів дерев, чагарників, квітів, назви яких вказані на відповідних встановлених табличках. Парк прикрашають численні скульптури та фонтани в мавританському стилі з великою кількістю кахлів.